# Oliverio Girondo
Octavio José Oliverio Girondo (Buenos Aires, 17 de agosto de 1891-Buenos Aires, 24 de enero de 1967), conocido como Oliverio Girondo, fue un poeta argentino, vinculado a la vanguardia porteña de los años 1920. Fue esposo de la escritora Norah Lange.

## Biografía
Nació en Buenos Aires el 17 de agosto de 1891, en el seno de una familia de buena posición, en la casa de la calle Lavalle 1035, hoy desaparecida. El buen pasar de su familia le permitió tomar contacto prontamente con Europa, donde vivió unos años con sus padres, estudiando en el Epsom College de Inglaterra y en el Colegio Albert Le Grand en Arcueil de Francia.
De regreso a la capital argentina y concluidos sus estudios secundarios, comenzó a estudiar Derecho y acordó con sus padres no abandonar sus estudios mientras le dejaran volver a Europa en las vacaciones. Gracias a esto, entabló relaciones literarias y amistosas con poetas y artistas del continente europeo, que le introdujeron en los diversos círculos de las nuevas corrientes estéticas, como el surrealismo, con la que entró en contacto gracias al poeta franco-uruguayo Jules Supervielle.
En esos tiempos, sus lecturas predilectas eran los simbolistas franceses, los ensayos de Remy de Gourmont, Los raros de Rubén Darío y la filosofía de Nietzsche.
En 1915 hizo una breve incursión como dramaturgo. Estrenó el drama La madrastra, escrito en colaboración con Zapata Quesada. Juntos escribieron una segunda obra, La comedia de todos los días, que no llegó a estrenarse. Al año siguiente se recibió de abogado con su tesis Warrants agrícolas. Legislación argentina a su respecto. Juicio crítico sobre los mismos, si bien nunca ejerció.
Entre 1920 y 1921 siguió viajando, recorriendo España, Francia, Italia, el norte de África y Brasil. La experiencia de todos estos viajes se plasmó finalmente en su primer poemario, Veinte poemas para ser leídos en el tranvía, editado en 1922, en Francia y con ilustraciones del mismo Girondo. Estos primeros poemas, llenos de color e ironía, superan el simple apunte pintoresco y constituyen una exaltación del cosmopolitismo y de la nueva vida urbana, e intentan una crítica de costumbres.
La aparición de este libro, un año antes de Fervor de Buenos Aires de Jorge Luis Borges, los señaló como representantes de la vanguardia porteña de esos años, que se nuclearía en torno a las revistas Proa (1922) y Martín Fierro (1924-1927). El grupo incluía —además de a Girondo y Borges— a Evar Méndez, Samuel Glusberg, Jacobo Fijman, Xul Solar, Leopoldo Marechal, Raúl González Tuñón y Macedonio Fernández, la mayoría de ellos del Grupo de Florida, caracterizado por su estética elitista y vanguardista, y que se reunía en la Confitería Richmond. Este grupo supuestamente mantuvo una confrontación literaria dialéctica con el llamado Grupo Boedo, de raigambre más humilde, que publicaba en la Editorial Claridad y se reunía en el Café El Japonés. Después de un nuevo viaje por España, donde conoció a Ramón Gómez de la Serna, publicó su segundo poemario, Calcomanías, en 1925. En ese tiempo visitó Chile, Perú, Cuba, México y Estados Unidos como representante de diferentes organismos vanguardistas.
En 1926, en un almuerzo organizado por la Sociedad Rural en homenaje a Ricardo Güiraldes, conoció a la escritora Norah Lange, con quien se comprometió en 1934 y se casó en 1943.
Tras el fin de la etapa de la revista Martín Fierro, siguió recorriendo diferentes países de Europa y el norte de África (Portugal, Francia, Italia, incluso Egipto, donde conoció las pirámides y navegó por el Nilo). Victoria Ocampo lo invitó a formar parte del consejo de redacción de su revista (la revista Sur), pero Girondo rechazó la propuesta. 
En 1932 publicó Espantapájaros, libro heterogéneo que contiene un caligrama, prosas poéticas y poemas en verso. Para promocionarlo, hizo una escultura de papel maché del "espantapájaros académico" que aparece en la portada de la primera edición (obra del ilustrador José Bonomi), la colocó en una carroza coronaria tirada por seis caballos, con aurigas y lacayos incluidos, y la hizo desfilar por la calle, a la vez que alquiló un local sobre la calle Florida donde se vendía el libro, atendido por atractivas muchachas. La campaña resultó un éxito y el libro agotó la tirada de 5000 ejemplares en un mes. La escultura hoy se conserva en el Buenos Aires Museo. 
En 1933, Girondo se trasladó con Norah a su nuevo domicilio de la calle Suipacha 1444, en el barrio de Retiro, a la que fue su vivienda definitiva. En esa casa organizaron una fiesta en ocasión de la publicación de la novela de Norah 45 días y 30 marineros, con su esposa disfrazada de sirena y los invitados, de marineros. Entre estos se encontraban los poetas Pablo Neruda y Federico García Lorca, quienes por esa época se hallaban en Buenos Aires y de quienes se hicieron amigos. En 1936, Girondo y Norah comenzaron a pasar sus veranos fuera de la ciudad, en una casa en el Delta del Paraná, bautizada como La recalada.
En 1937, escribió dos artículos para La Nación sobre la situación política de Europa y publicó su única ficción en prosa, Interlunio, con aguafuertes de Lino Enea Spilimbergo, en la editorial Sur.
En 1940 apareció Nuestra actitud ante el desastre, volumen que recoge artículos escritos sobre la Segunda Guerra Mundial, y, dos años después, publicó Persuasión de los días, su primer poemario en diez años. En 1946, concluida la guerra, publicó Campo nuestro, un extenso poema telúrico en el que canta a la pampa. Por esos años continuó viajando con su esposa, dentro y fuera del país.
A partir de 1950, comenzó también a pintar, con una orientación surrealista, aunque nunca expuso sus cuadros. En 1953 publicó su último poemario, En la masmédula, en el que trabajó en sus últimos años, ampliándolo en la edición de 1956 y la definitiva de 1963, todas editadas por Losada. Por esta época se convirtió en referente de una nueva generación de poetas, como Enrique Molina (con quien tradujo Una temporada en el infierno de Arthur Rimbaud), Aldo Pellegrini, Olga Orozco, Francisco Madariaga, Mario Trejo o Alberto Vanasco.
En 1961, sufrió un accidente automovilístico que lo dejó imposibilitado físicamente, a pesar de lo cual no dejó de trabajar. En 1962, grabó un disco en el que leyó veintitrés poemas de En la masmédula para una antología sonora dirigida por Arturo Cuadrado y Carlos Mazzanti; es el único registro fonográfico que se conserva de Girondo. Un año después, publicó la edición definitiva de En la masmédula, con un total de treinta y siete textos. Realizó un último viaje a Europa con Norah en 1965, durante el que se encontraron con Rafael Alberti y María Teresa León en Roma, a quienes conocían de sus años en Argentina. Después, volvieron a Buenos Aires, donde Girondo murió el 24 de enero de 1967, a los setenta y cinco años. Su esposa Norah lo sobrevivió cinco años más. Ambos fueron sepultados en el Cementerio de la Recoleta.

## Obra
La obra de Oliverio Girondo constituye, a juicio de Enrique Molina, «una solitaria expedición de descubrimiento y conquista, iniciada bajo un signo diurno, solar, y que paulatinamente se interna en lo desconocido, llega a los bordes del mundo, una travesía en la que alguien, en su conocimiento deslumbrado de las cosas, siente que el suelo se hunde bajo sus pies a medida que avanza, hasta que las cosas mismas acaban por convertirse en las sombras, de su propia soledad». En efecto, recorriendo su producción, es posible trazar un recorrido que va desde la mirada fascinada por el entorno hasta la indagación del propio yo, y de un deslumbrado optimismo a una introspectiva desazón. 
La crítica divide la producción girondiana en tres períodos:
- Una primera etapa de juventud, a la que corresponden Veinte poemas para ser leídos en el tranvía (1922) y Calcomanías (1925). Caracterizada por un universo de orientación internacionalista, estructurado en torno al tradicional Diario de viaje. El mundo exterior dominado por la ciudad se apodera y domina el referente poético. Un verdadero júbilo del objeto, exaltado en los vaivenes espacio-temporales del turista que se deleita en descubrir una ruta geográfica.[9] La actitud del sujeto poético es de asombro por el mundo externo, pero siempre contemplado desde su propia percepción, cargada de sentido del humor a veces absurdo y ocurrente. La luminosidad de Veinte poemas... se atenúa levemente en Calcomanías, inspirado en sus andanzas españolas. Frente a la hermosura, el frenetismo y la dinamicidad de otros lugares, España se le presenta como un espacio que le remite constantemente a su pasado artístico e histórico. En la visión que ofrece Girondo de la España de ese tiempo no hay una visión entusiasta del paisaje, sino una mirada crítica que, a través del humor y la ironía, trata de ofrecer una imagen absurda y real de lo que observa.[10]

- La segunda etapa, iniciada en los años treinta, abarca Espantapájaros (1932) e Interlunio (1937). En estos libros, además de una mayor presencia de elementos vanguardistas (por ejemplo, el uso de caligramas), se percibe un sentido más lúgubre, grotesco y deformado. El Girondo de este momento, dice Olga Orozco, «penetra en los territorios de la interrogación, del cuestionamiento, de las comprobaciones absurdas frente a un yo y a un mundo que se oponen, se reabsorben y se enajenan», aunque «sin abandonar el hilo del humor, que se anuda de pronto en estallidos exaltados o admonitorios».[11]

- La tercera etapa, correspondiente a su madurez, comprende los poemarios Persuasión de los días (1942) y En la masmédula (1953). Es el periodo más vanguardista y rupturista de Girondo. Quizá afectado por los acontecimientos políticos nacionales e internacionales (Década Infame, Segunda Guerra Mundial), el tono introspectivo, desolado y existencial se profundiza en estos poemas. En Persuasión de los días «el humor, victoriosa manera de vencer la opresión que ejercen todas las fuerzas contrarias, y el absurdo, arma con que dispara su desesperación el inadaptado, comenzarán a retroceder frente a la angustia, la fatalidad, la repugnancia, la conciencia y la aceptación de la muerte».[11] Los sentimientos de angustia e incertidumbre llevan a un rechazo de la ciudad y un retorno a la naturaleza. La poesía de Girondo se ve invadida por el «clamor de lo verde». La naturaleza, la tierra desnuda, se transforma en dominante semántico en la última parte del poemario.[10] Por su parte, En la masmédula se interna en lo que Molina llama «el vértigo del espacio interior». En esta obra, Girondo lleva su experimentación con el lenguaje al límite, amalgamando las palabras para crear nuevas unidades léxicas capaces de contener múltiples sentidos, «que proceden tanto de su sentido semántico como de las asociaciones fonéticas que producen», un procedimiento similar al que utilizó James Joyce en su novela Finnegans Wake. Puede considerarse la obra cumbre del autor, y la que ha despertado mayor interés y fascinación entre la crítica.[8]

Algunos críticos relacionaron este último gesto vanguardista de Girondo con un libro igualmente desesperado, constructor y destructor del sentido: Trilce, del peruano César Vallejo. Sin embargo, para Molina, la obra de Girondo es aún más rupturista: 

Como experiencia de lenguaje no existe en español un libro comparable. Vallejo, en Trilce, realiza un intento en cierto modo semejante, pero su tentativa queda a mitad de camino. Sólo en un reducido número de los poemas que integran ese libro consigue, en algunos momentos, hacer estallar el lenguaje, forzarlo a penetrar en zonas casi inexpresables de la subjetividad y el sentimiento, pero el resto obedece a formas tradicionales. Como muy bien lo señala André Coyné, el resultado en Trilce es discontinuo, pues "Vallejo no intenta construirse con los escombros del lenguaje común un lenguaje propio". En cambio, En la masmédula es un todo orgánico, allí Girondo se instala en un universo verbal cuyas leyes impone pero cuyos elementos poseen, sin embargo, una irradiación paroxística y un extraordinario poder comunicativo.

Entre medio de estas dos obras, Girondo publica un extenso poema, Campo nuestro. Es un texto que contrasta fuertemente con ambas, por su regreso a un estilo convencional, su temática telúrica y su tono bucólico. Se trata de un canto a la pampa, en una línea similar a la de Ricardo Güiraldes. Olga Orozco lo definió como «un intervalo de apaciguamiento, de melancolía y tierna serenidad» antes de penetrar «en las zonas de lo indecible, haciendo estallar todos los mecanismos del lenguaje y creando un universo nuevo, de nuevas entidades, de nuevas combinaciones, de nuevos significados». Jorge Schwartz, por su parte, además de considerarlo un hiato en la producción girondiana, especula con un posible giro nacionalista que tendría que ver tanto con sentimientos provocados por la guerra en Europa como con sus orígenes aristocráticos y el surgimiento del peronismo.

## Obras
Poesía
- Veinte poemas para ser leídos en el tranvía (1922)
- Calcomanías (1925)
- Espantapájaros (1932)
- Persuasión de los días (1942)
- Campo nuestro (1946)
- En la masmédula (1953)

Prosa
- Interlunio (1937); relato.
- Nuestra actitud ante el desastre (1940); breve ensayo político.